# Maghrebinisches Arabisch
Maghrebinisches Arabisch (arabisch اللهجات المغاربية al-Lahjat al-Magharibiyya, DMG al-lahǧāt al-maġāribiyya ‚Maghrebinische Dialekte‘; auch: Westarabisch, Maghrebinisch-Arabisch, Maghreb-Arabisch oder nur Maghrebinisch) ist ein Sammelbegriff für die Varietäten des Arabischen, die im Maghreb gesprochen werden.
Die maghrebinischen Dialekte des Arabischen bilden eine eigene Dialektgruppe und sind untereinander weitestgehend verständlich.
Meist wird der Begriff geographisch ausschließlich auf den Maghreb bezogen, doch auch die maltesische Sprache entstand aus einem maghrebinischen Dialekt; später wurde er zu einer modernen Standardsprache ausgebaut. Ebenso handelte es sich bei dem ausgestorbenen Sizilianisch-Arabisch wie auch beim Andalusisch-Arabisch um einen maghrebinischen Dialekt.
In der Alltagssprache werden im Verbreitungsgebiet fast ausschließlich die jeweiligen Dialekte verwendet, auch in tunesischen oder marokkanischen Fernsehserien hört man sie oft.

## Charakteristik
Ein gemeinsames Merkmal aller maghrebinischen Dialekte (und mit ihnen des Maltesischen), durch das sie sich von den Dialekten des Maschrek und dem Hocharabischen unterscheiden, ist die Bildung der 1. Person Singular und Plural des Imperfekts. Im Vergleich des Tunesischen zum Kairoer Dialekt drückt sich diese Besonderheit am Beispiel schreiben wie folgt aus: Tunesisch ni-ktib stehen ägyptisch a-kteb und hocharabisch a-ktubu (ich schreibe) bzw. tunesisch ni-ktbu dem ägyptischen ni-kteb und hocharabischen na-ktubu (wir schreiben) gegenüber. Für das Maghrebinische charakteristisch ist dabei das Präfix n, das nicht nur in der 1. Person Plural, sondern entgegen dem Hocharabischen auch in der 1. Person. Singular verwendet wird. Der Plural wird mit -u kenntlich gemacht.
Es existieren verschiedene andere Besonderheiten in Morphologie und Lexik, die das Maghrebinische in seiner Gesamtheit schwer verständlich für Sprecher des Hocharabischen machen, so z. B. das fast immer auftretende Weglassen von kurzen Vokalen.
Die Maghreb-Dialekte sind vor allem in der Lexik stark von den Berbersprachen und Latein geprägt worden, für deren Verdrängung sie gleichzeitig verantwortlich sind. Sie weisen zudem einige Lehnwörter aus dem Französischen, Italienischen und Spanischen auf, bedingt durch die Kolonialzeit. Im Maschrek hingegen wurden Wörter vor allem aus dem Türkischen, Persischen oder Griechischen übernommen.

## Geografische Verbreitung

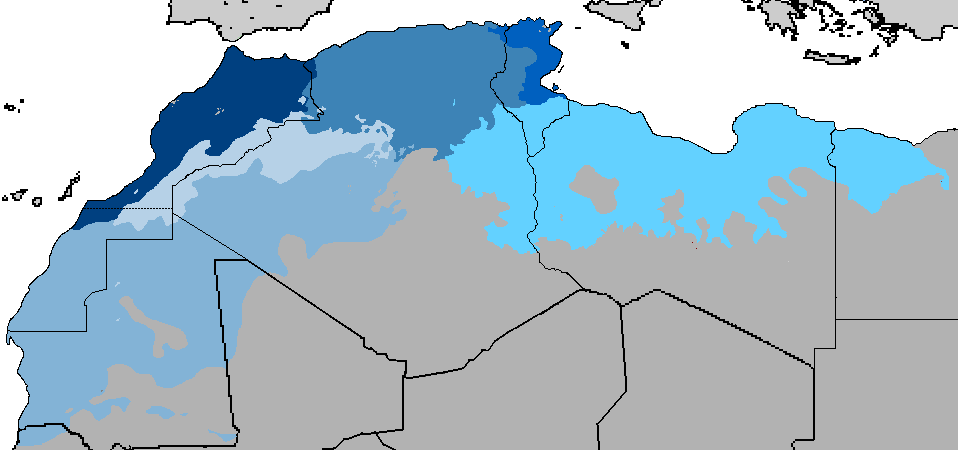
Verbreitungsgebiet der maghrebinischen Dialekte

Hauptverbreitungsgebiet der maghrebinischen Dialekte sind die Länder Algerien, Tunesien, Marokko, Libyen sowie Mauretanien. Kleinere Sprecheranzahlen existieren in den angrenzenden Gebieten Ägyptens, Malis und des Senegals.

## Innere Gliederung
Die Dialektgrenzen innerhalb des Maghrebs folgen stärker sozialen (Beduinen – Sesshafte) als politischen Grenzen.
Zu den maghrebinischen Dialekten werden gezählt:
- Maghrebinisch-Arabische Dialekte:
  - Algerisch-Arabisch
  - Tunesisch-Arabisch
  - Libysch-Arabisch
  - Marokkanisch-Arabisch

- Pre-hilalisch:
  - Jebli
  - Jjel
  - Sizilianisch-Arabisch (†)
    - Maltesisch (beeinflusst vom Englischen)

- Beduinisch:
  - Hassania
  - Sahara-Arabisch